# Diego Imbert

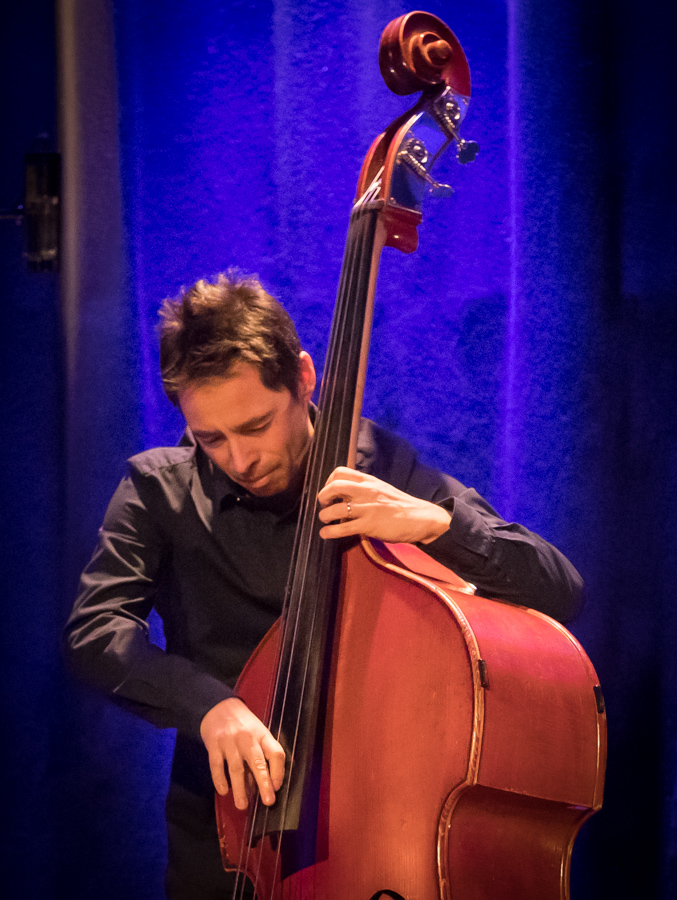
Diego Imbert, Oslo 2017

Diego Imbert (* 1966 in Paris) ist ein französischer Bassist des Jazz, der auch als Musikjournalist arbeitet.

## Leben und Wirken
Imbert erhielt zunächst zehn Jahre lang klassischen Geigenunterricht; mit 15 Jahren wechselte er zum E-Bass. 1986 und 1987 begann er eine Jazzausbildung am Centre d’Informations Musicales Paris, die er am Centre Musical et Créatif de Nancy 1989 abschloss. 1991 begann er als Journalist für die Zeitschrift Bass & Drums zu schreiben; später arbeitete er auch für die Zeitschrift Guitare & Bass. Zeitweise noch von Nancy aus operierend, wurde er 1992 Mitglied der Bigband Shake Orchestra, mit der er das Album Angustia d'amour (1999) einspielte. Er verlagerte sich zunehmend auf das Spiel des Kontrabasses, das er bei Eddie Gomez, Hein van de Geyn und Jean-François Jenny-Clark studierte. 1999 wurde er auf dem Concours International de Contrebasse de Capbreton mit der Silbermedaille ausgezeichnet.
1993 gründete er seine eigene Band Amestys, mit der er ein Album vorlegte und auf diversen französischen Festivals auftrat. Weitere Alben unter eigenem Namen folgten. Seit 1998 gehörte er zu verschiedenen Gruppen von Biréli Lagrène, mit dem er auch zwei Alben einspielte. Weiter gehörte er zu den Bands von Viviane Ginapé, Sylvain Beuf (Another Building), Flavio Boltro oder Jean-Yves Jung.
Zwischen 1992 und 2018 war Imbert an 42 Aufnahmesitzungen beteiligt; er ist weiterhin auf Alben von Jean-Marie Viguier, Derrick James/Wesley G, Frédéric Schlick, Olivier Strauch, Ro Gebhardt, Alex Jacquemin, André Ceccarelli, Ludovic Beier, Dorado Schmitt und Rocky Gresset zu hören. Auch trat er mit Archie Shepp, Aldo Romano, Richard Galliano, Éric Legnini, Enrico Pieranunzi, Antonio Faraò, Jean-Michel Pilc oder Richard Galliano auf. Als Komponist schrieb er auch Bühnen- und Ballettmusiken.

## Diskographische Hinweise
- Ametys (1993, mit Louis Winsberg, Éric Séva, Christian Jacob, André Charlier)
- Opale (1996, mit Pierre-Alain Goualch, José Barrachina, Jacques Tellitocci, Franck Agulhon)
- Love at First Sight  feat. Dania Kay & Ro Gebhardt (1999,[2] mit Jochen Krämer, Sergio Parra, Thomas Schmidt)
- Biréli Lagrène Gipsy Project & Friends (2001, mit Holzmano Lagrène, Stochelo Rosenberg, Hono Winterstein, Thomas Dutronc, Florin Niculescu)
- À l'ombre du saule pleureur (2009, mit Alexandre Tassel, David El-Malek, Franck Agulhon)
- Next Move (2011)
- Diego Imbert, Michel Perez Double Entente (2012)
- Diégo Imbert, Enrico Pieranunzi, André Ceccarelli: Tribute to Charlie Haden (2017)